# Bodnăreni, Suceava
Bodnăreni (în germană Bodnareny) este un sat în comuna Arbore din județul Suceava, Bucovina, România.

 Acest articol despre o localitate din județul Suceava este deocamdată un ciot. Puteți ajuta Wikipedia prin completarea lui.